# ワトソンビル (カリフォルニア州)
ワトソンビル（英: Watsonville）は、アメリカ合衆国カリフォルニア州中部サンタクルーズ郡の都市。人口は5万2590人（2020年）。ワトソンビルはカリフォルニア州のセントラルコーストに位置する小さな農業地帯である。様々な民族出身者が生活している。ヒスパニック系住民が多く、その他にフィリピン系、カフカース系、および日系の住人が少なからず生活し働いている。経済は圧倒的に農業に依存している。隣接するモントレー郡のサリナスと同様イチゴやリンゴ、ブラックベリー、ラズベリーといった果物、レタスやマッシュルームなど野菜の生産で知られている。
ワトソンビルがあるパハロ・バレーは概して快適な気候であり、一年中気温は16 ℃ないし21 ℃近辺である。この気候により魅力的な海岸の環境となっており、近接する内陸部の夏が大変暑いのと対照をなしている。真北にはやや規模の大きいサンタクルーズがある。サンタクルーズにはカリフォルニア大学サンタクルーズ校やカブリロ・カレッジがあり、若い多くの学生を惹きつけている。ワトソンビルとサンタクルーズは海浜都市であり、サンノゼや内陸の渓谷部から多くの観光客が訪れている。

## 歴史
ワトソンビルは1837年にセバスティアン・ロドリゲスに与えられたメキシコの特許土地、ランチョ・ボルサ・デル・パハロの中に位置している。1852年にジョン・H・ワトソン判事とD・S・グレゴリーが町の区画を決めた。1868年3月30日に市制が執行された。

## 経済
ワトソンビルの主要産業は、農業、建設業および製造業である。市内に本社を置く大企業としてはドリスコール・ストロベリー、マルティネリズ、カリフォルニア・ジャイアント、モントレー・マッシュルームズ、グラナイトロック、グラナイト・コンストラクション、ウェストマリーン、ベンドワイズおよびフォックス・レーシング・ショックスがある。

### 主要雇用主
ワトソンビルの包括的年間財務報告書2008年版によれば、市内の大きな雇用主トップ10は以下の通りである。
| 順位 | 雇用主                           | 従業員数 |
| ---- | -------------------------------- | -------- |
| 1    | パハロ・バレー統一教育学区       | 2,057    |
| 2    | ワトソンビル・コミュニティ病院   | 714      |
| 3    | フォックス・ファクトリー         | 400      |
| 4    | ワトソンビル市                   | 392      |
| 5    | ウェストマリーン                 | 357      |
| 6    | マルティネリズ                   | 240      |
| 7    | ターゲット                       | 211      |
| 7    | グラナイト・コンストラクション   | 200      |
| 9    | クーチ・ディストリビューティング | 170      |
| 10   | ザ・ホーム・デポ                 | 160      |

## 地理
ワトソンビルは北緯36度55分12秒 西経121度45分49秒 / 北緯36.92000度 西経121.76361度に位置する。モントレー湾に面しサンタクルーズ郡の南端にある。サンフランシスコからは南に約95マイル (152 km) である。アメリカ合衆国国勢調査局に拠れば、市域全面積は6.4平方マイル (16.7 km2)であり、このうち陸地は6.3平方マイル (16.4 km2)、水域は0.1平方マイル (0.2 km2)で水域率は1.24％である。

### 気候

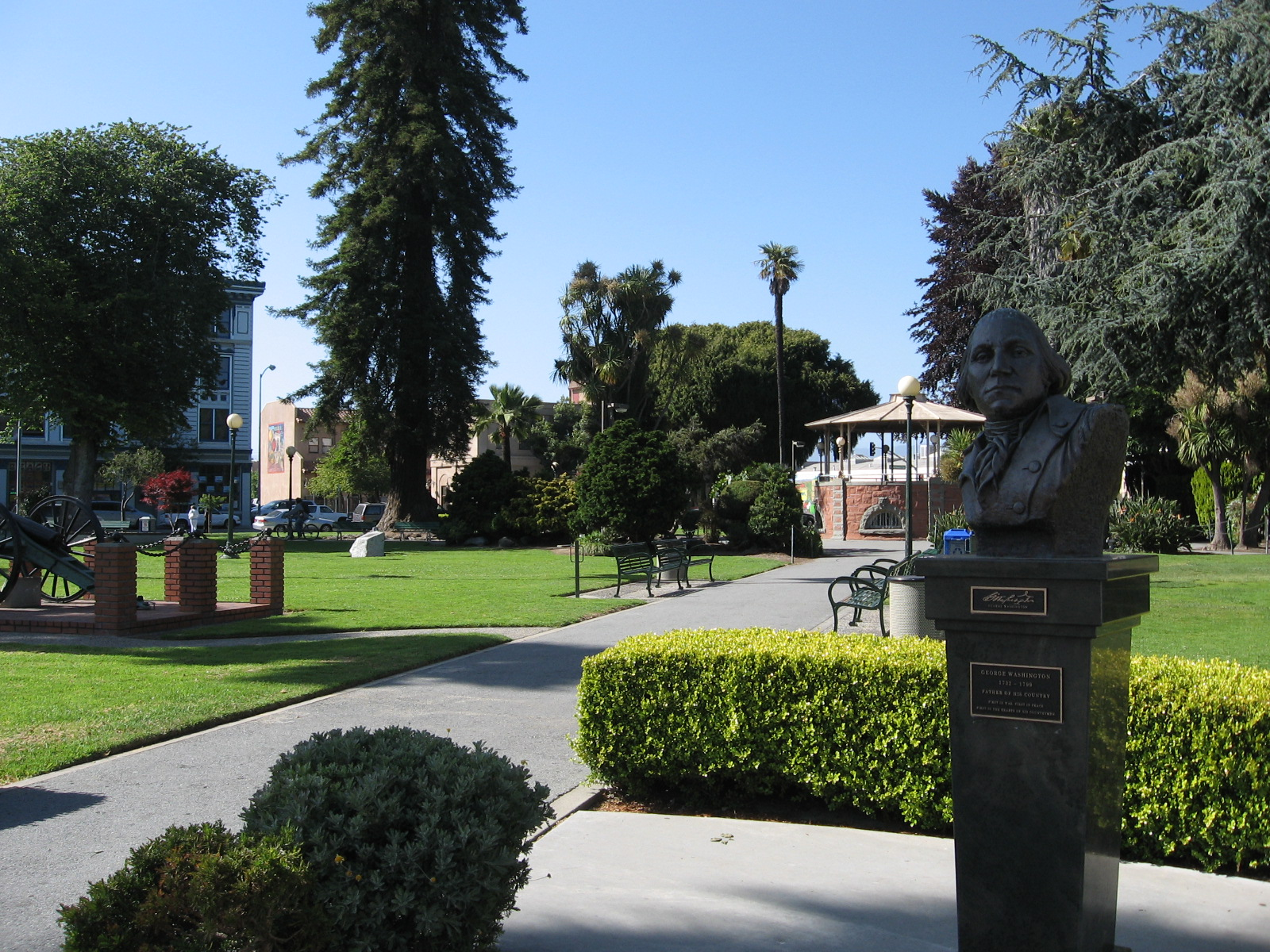
ワトソンビル・プラザ

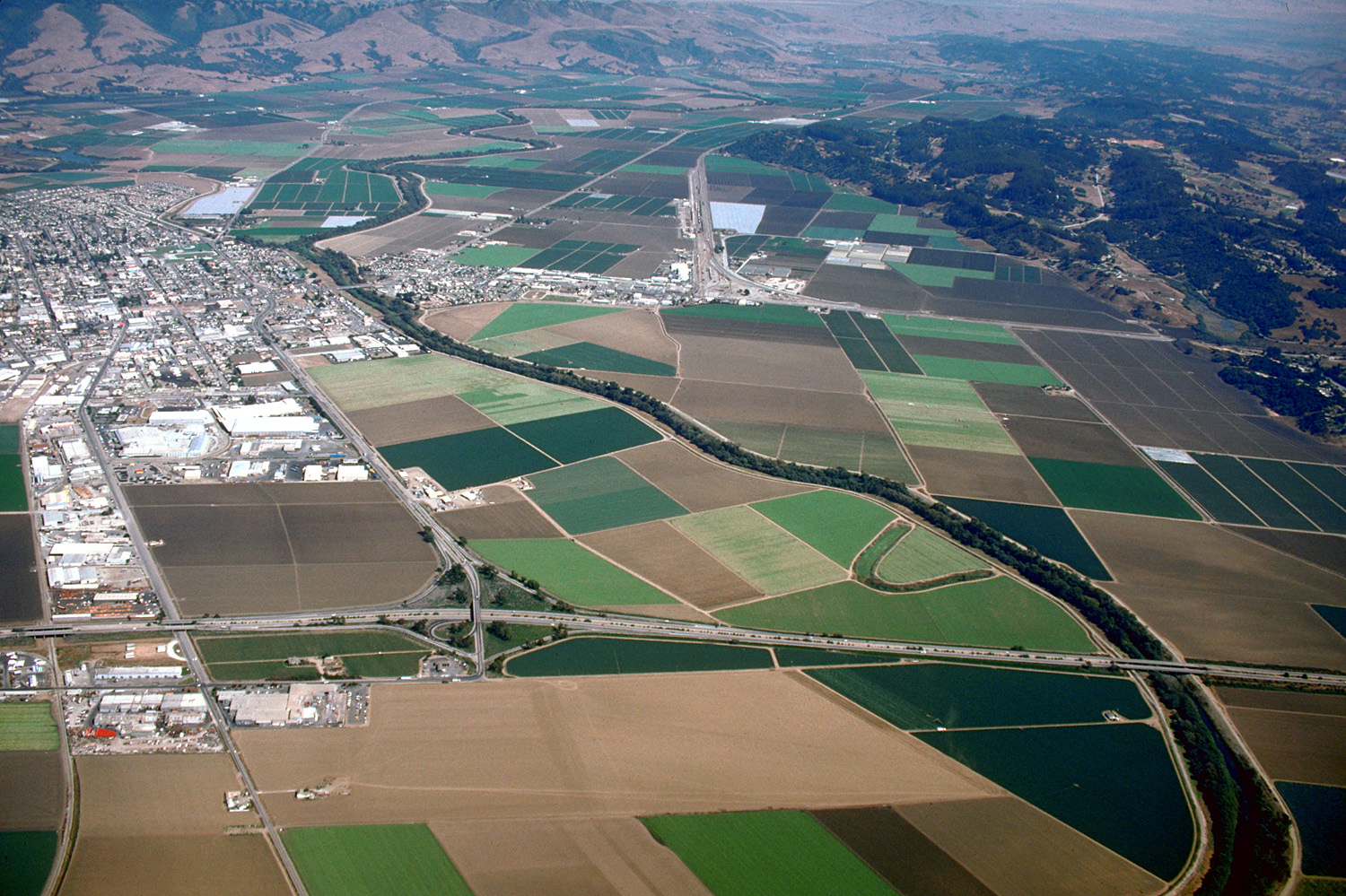
ワトソンビル南部とパハロ川の空中写真

ワトソンビル水道局にあるアメリカ国立気象局共同事務所に拠れば、この地域は冷涼で比較的降水量の多い冬と、温暖で乾燥した夏があるとしている。夜や朝の時間帯は霧や低い雲が出ることが多く、特に夏は内陸部の暖かい空気がモントレー湾の冷涼で湿気を含んだ空気と出会って形成されている。
1月が通常最も寒い月であり、平均最高気温は 59.9°F(15.5℃)、平均最低気温は 38.5°F(3.6℃) である。9月が通常最も暑い月であり、平均最高気温は 73.2°F(22.9℃)、平均最低気温は 51.7°F(10.9℃) である。年間平均で 90°F(32℃) を超える日が4.9日、32°F(0℃) を下回る日が13.5日ある。夏はモントレー湾で空気が冷やされるために涼しい夜になることが多い。過去最高気温は1980年10月2日の 106°F(41℃)、最低気温は1990年12月22日の 12°F(−11℃) である。
平均年間降水量は22.42インチ (569 mm) である。計測可能な降水日は平均61日ある。最も降水量が多かったのは1983年の48.35インチ (1,228 mm)、最も少なかったのは1976年の10.66インチ (271 mm) だった。月間降水量が最も多かったのは1998年2月の15.99インチ (406mm) だった。24時間雨量での最大は2000年2月14日の5.93インチ (151 mm) だった。近くの山岳部では年数回かなりの量の降雪があるが、モントレー湾海岸部での計測可能な降雪は大変希である。

## 環境問題
ワトソンビル市にはカリフォルニア海岸プレーリー生態系の中で絶滅危惧種のサンタクルーズ・タール草が生息する地域がある。1980年以降かなりの市人口増加が起こり、環境影響報告書を多く準備することになり、その結果自然生息域にかかる開発計画を止めることになった。
ワトソンビルに隣接する海岸部の大半はモントレー湾国立海洋保護区に入っている。これは元アメリカ合衆国下院議員
レオン・パネッタが提案し指定されたものである。海岸部から遠ざかるとサンタクルーズ山脈南端となり、ワトソンビルをシリコン・バレーの小さな「隠れ家」のようにしている。
ワトソンビル・スローとも呼ばれるワトソンビル湿地は市内および周辺の清水湿地の体系であり、1990年以来民間および市の回復と保護の努力により恩恵を受けている。その詳細はこの湿地を保護するために働いてきたワトソンビル湿地監視体が出版したジェリー・ブッシュ、ゲーリー・キトルソンおよびクリスティーヌ・ジョンソン＝ライオンズ共著の「ワトソンビル湿地監視」に詳しい。

## レクリエーション

### サンタクルーズ郡フェアグラウンド
毎年の夏の終わり近くにあるサンタクルーズ郡フェアには郡内外から多くの観光客を集めている。この祭りは遊園地用乗り物、食事、美術品展示、ポニーの乗馬、ペット動物園、ドッグショーおよび音楽の生演奏などが行われている。
この祭りの会場では、オーシャン・スピードウェイでのカーレース、犬の調教、結婚式のレセプション、毎年開催されるサンタクルーズ郡科学祭り、およびスコットランド・ルネッサンス祭りなど多彩な行事が開催されている。

## 人口動態
以下は2000年の国勢調査による人口統計データである。
| 基礎データ - 人口: 44,265人 - 世帯数: 11,381世帯 - 家族数: 8,865家族 - 人口密度: 2,691.5人/km2（6,969.4人/mi2） - 住居数: 11,695軒 - 住居密度: 711.1軒/km2（1,841.3軒/mi2） 人種別人口構成 - 白人: 43.00% - アフリカン・アメリカン: 0.75% - ネイティブ・アメリカン: 1.74% - アジア人: 3.29% - 太平洋諸島系: 0.12% - その他の人種: 45.92% - 混血: 5.18% - ヒスパニック・ラテン系: 75.12% 年齢別人口構成 - 18歳未満: 34.0% - 18-24歳: 11.8% - 25-44歳: 30.5% - 45-64歳: 15.1% - 65歳以上: 8.6% - 年齢の中央値: 27歳 - 性比（女性100人あたり男性の人口） - 総人口: 101.0 - 18歳以上: 100.4 | 世帯と家族（対世帯数） - 18歳未満の子供がいる: 49.2% - 結婚・同居している夫婦: 56.3% - 未婚・離婚・死別女性が世帯主: 16.4% - 非家族世帯: 22.1% - 単身世帯: 17.6% - 65歳以上の老人1人暮らし: 9.0% - 平均構成人数 - 世帯: 3.84人 - 家族: 4.26人 収入と家計 - 収入の中央値 - 世帯: 37,617米ドル - 家族: 40,293米ドル - 性別 - 男性: 26,701米ドル - 女性: 22,225米ドル - 人口1人あたり収入: 13,205米ドル - 貧困線以下 - 対人口: 19.1% - 対家族数: 15.4% - 18歳未満: 23.8% - 65歳以上: 8.8% |

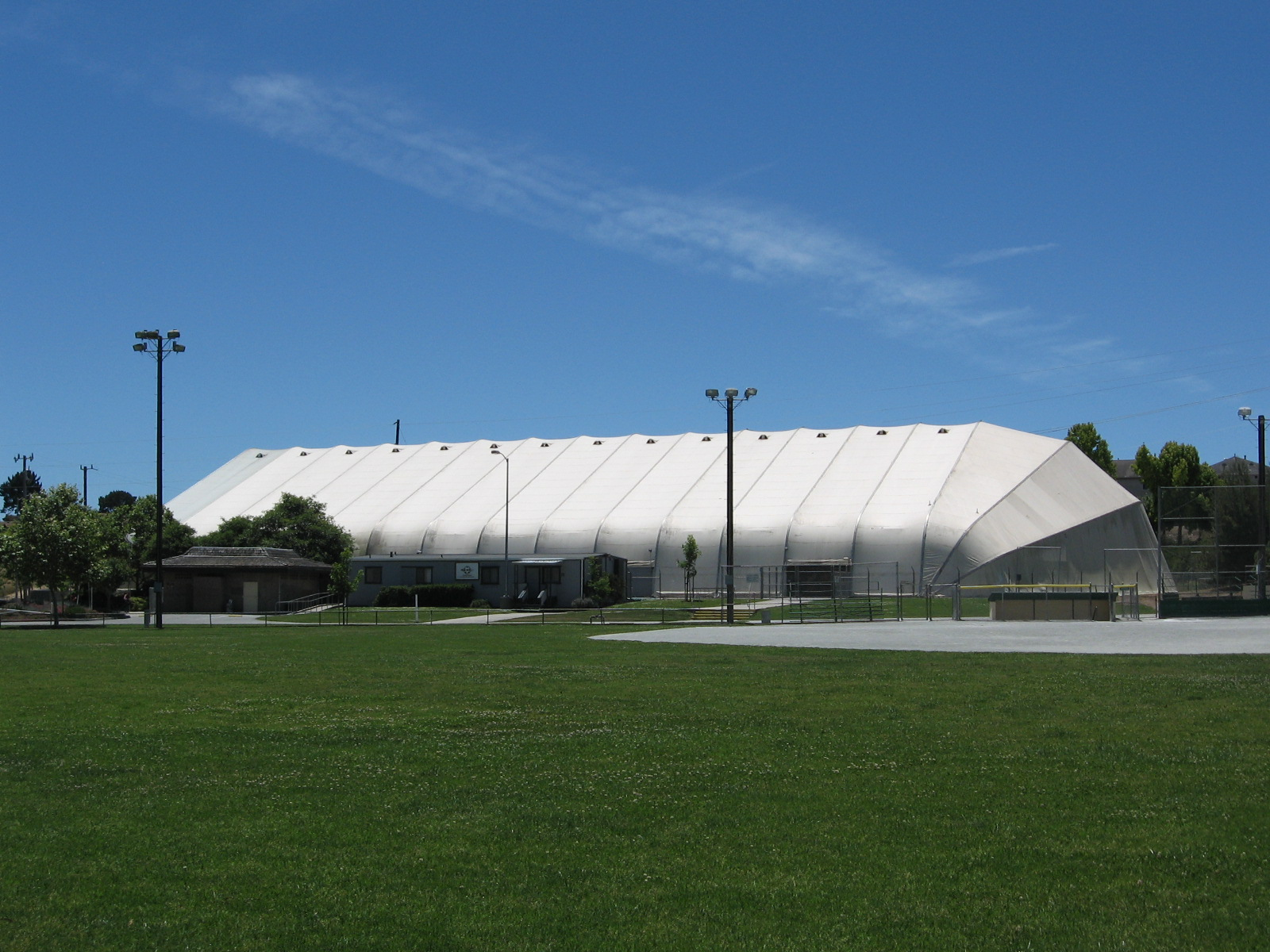
ラムゼー公園にあるサッカー・セントラル屋内スポーツ競技場

市内には中国系、日系およびフィリピン系アメリカ人からなるアジア系アメリカ人の人口が多い。ただし1960年以降はその比率が下がり続けている。中国系、日系およびフィリピン系アメリカ人はそれぞれ集合して住む地区があり、20世紀の半ばにはお互いのために事業を立ち上げていた。ワトソンビルにいる東アジア人の歴史は19世紀後半にまで遡り、地元の農業に関わってきた。第二次世界大戦中の日系アメリカ人強制収容が行われた結果、地元の農業会社が労働力としてメキシコ移民を受け入れてきたので、1980年代や1990年代にヒスパニック系の人口構成比が高くなってきた。

## 政治

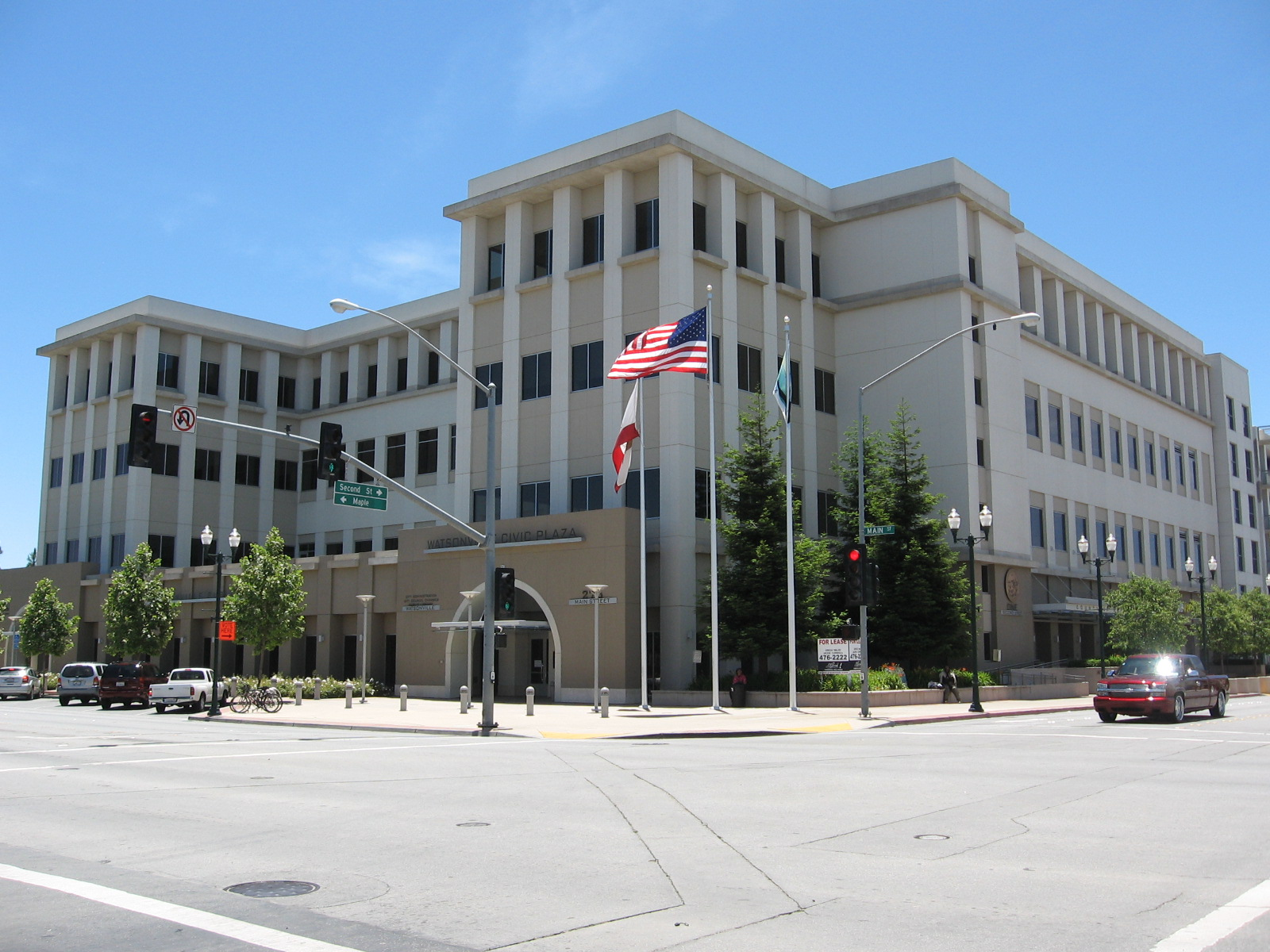
ワトソンビル市民プラザと公共図書館

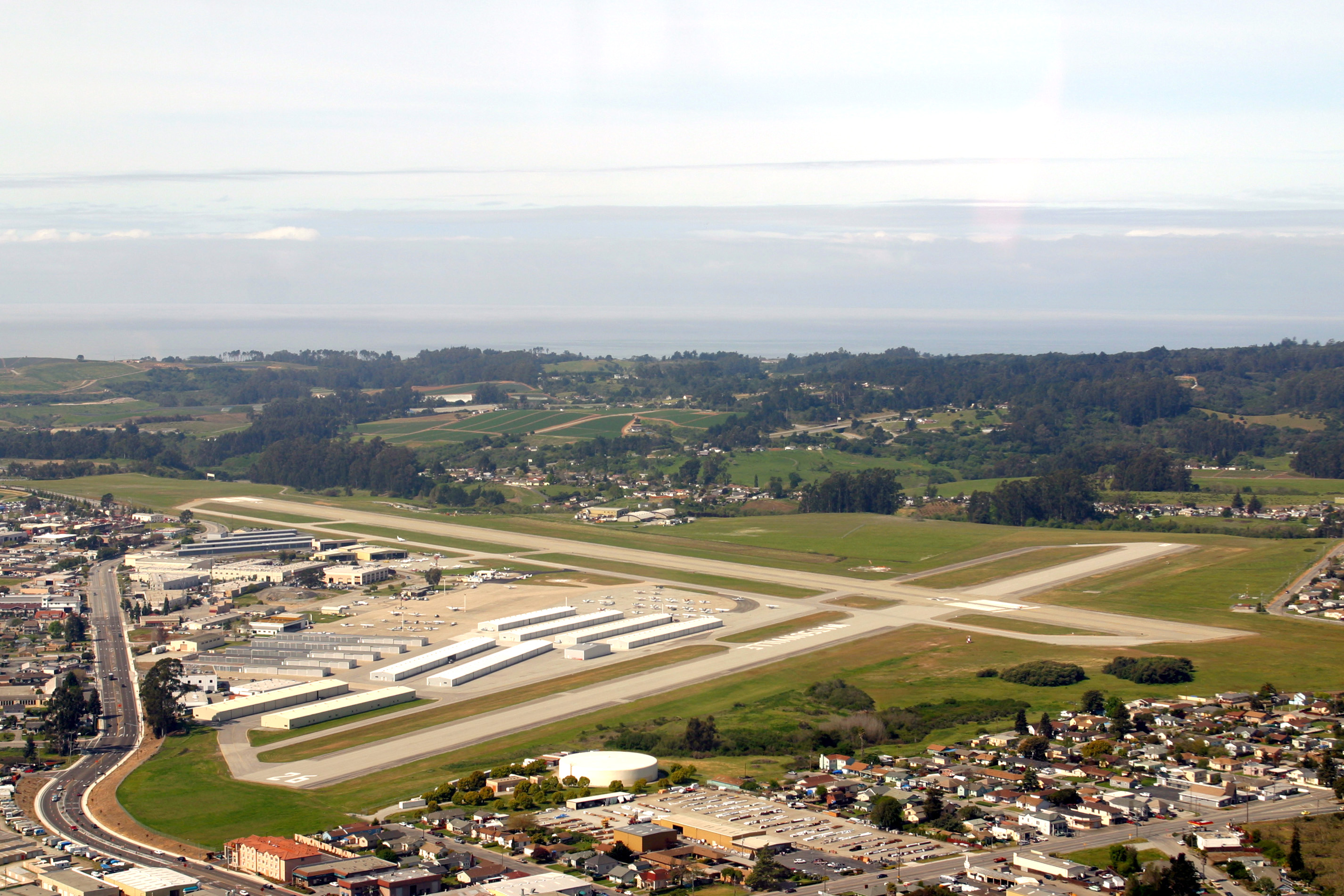
ワトソンビル市民空港

カリフォルニア州議会では、上院の第15および下院の第28選挙区に属している。連邦議会下院ではカリフォルニア州第17選挙区に属しており、クック投票動向指数は民主党+17となっている。2010年時点で連邦議会下院のサム・ファーや州下院は民主党議員が務めているが、州上院は共和党議員が務めている。ワトソンビル市長はルイス・A・アレホである。

### フッ素添加
ワトソンビル市は水道水へのフッ素添加を行っていない。フッ素添加について2002年の住民投票にかけられたが、僅差で否決された。マルティネリズ飲料会社はその製品にフッ素添加された水を使うくらいなら他所へ拡張移転した方が良いと脅しをかけている。地元の健康管理専門家は市が虫歯を流行らせていると主張している。
数年間にわたる法律闘争後、2010年8月には外からの資金が使えるようになる人口1万人以上の町ではフッ素添加した水を使うことを求めるカリフォルニア州法にワトソンビル市が違背していると槍玉にあげられた。
「サンタクルーズ・センティネル」紙は「2010年9月28日の市政委員会の票決は4対3で、カリフォルニア歯科協会基金がフッ素添加システムを設計して建設し、2年間運営するための予算160万ドルの契約を承認した」と報じた。

## メディア
モントレー・サリナス統計都市圏は様々な地元テレビ局の放送を視聴でき、222,900世帯と全米では第124位の指定市場である。モントレーなどに本局を置く12のテレビ局が電波を送っている。
2000年にABC系列のKNTVが買収されサンフランシスコ・オークランド・サンノゼ都市圏のNBC系列局となったときに、モントレー・サリナス統計都市圏にはABC系列局が無くなった。KNTVはNBC11となり、その送信塔をロマプリエタ山からサンブルーノ山に移したのでモントレー地域をカバーしなくなった。このときABCはコムキャスト・ケーブルと契約してサンフランシスコのABC系列局KGO-TVの番組をいくらかカスタマイズし、モントレー地域に送るようにした。
ラジオ局はAM放送が1局、FM放送が9局聴取できる。
ワトソンビルの日刊紙は「ワトソンビル・レジスター・パハロニアン」紙である。

## 教育
ワトソンビルの公共教育はパハロ・バレー統一教育学区が管轄している
。学区内には小学校13校、中学校6校、高校5校が入っている。この他にチャーター・スクール5校も入っている。
市内の私立学校は6校ある。
カレッジとしてはカブリロ・カレッジのワトソンビル分校がある。また大学院としてマウントマドンナ・インスティチュートがあり、アーユルヴェーダとヨガを教えている。

## 著名な出身者と住人
以下のリストはワトソンビルで生まれたか住んだことのある人物である。
- リー・トン・フー、俳優（1875年生まれ）
- ジョン・シピン、野球選手（1946年生まれ）
- ナターシャ・ボボ、女優（1980年生まれ）
- アーネスト・"アーニー"・シャベス、ミュージシャン、俳優（1927年生まれ）
- シャーマン・コックロフト、アメリカンフットボール選手（1961年生まれ）
- ジョエル・ファビアーニ、俳優（1936年生まれ）
- マーブ・マリノビッチ、アメリカンフットボール選手（1939年生まれ）
- ジョシュ・タベス、アメリカンフットボール選手（1972年生まれ）

## ギャラリー

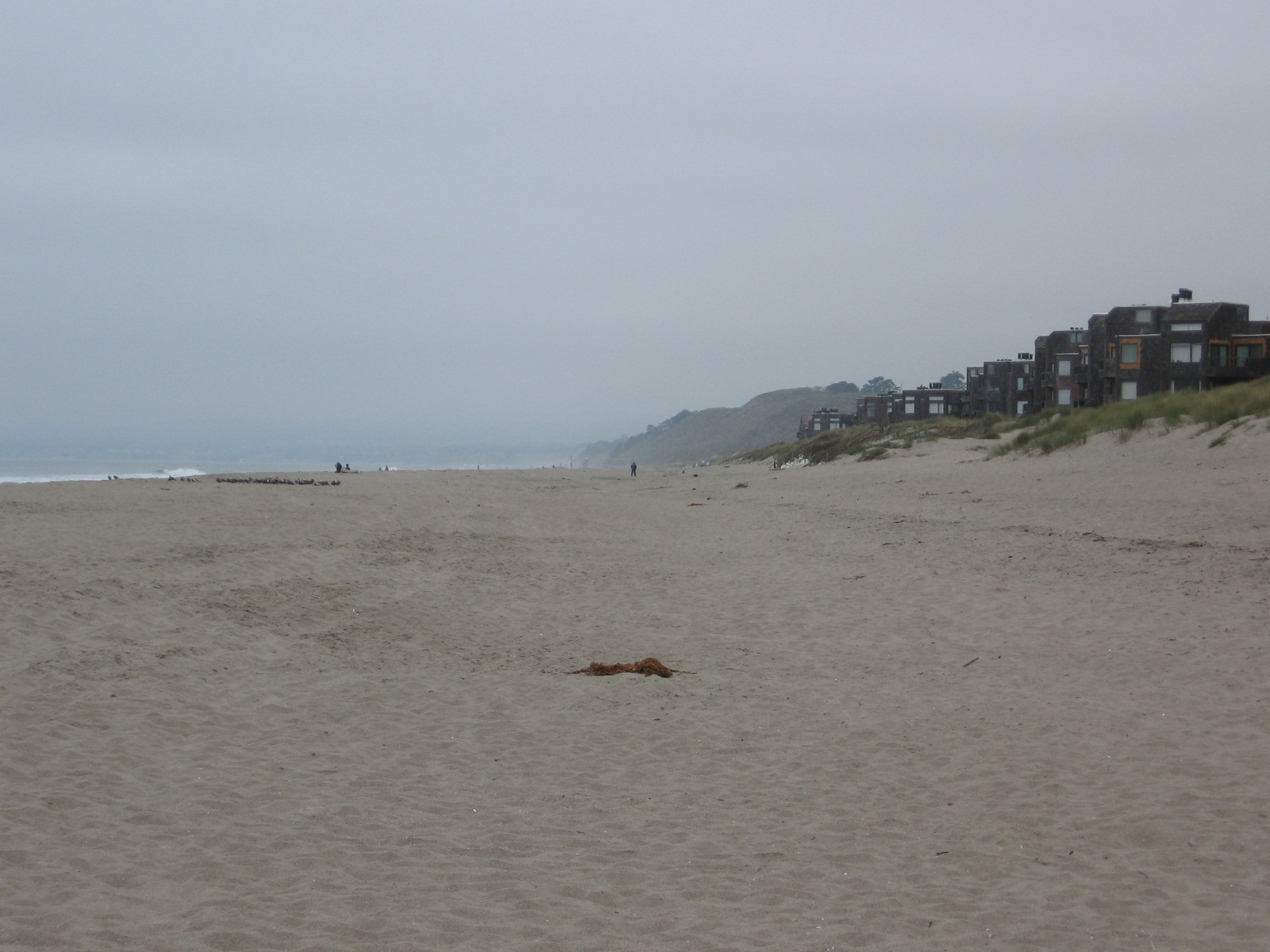
ワトソンビル・パームビーチ
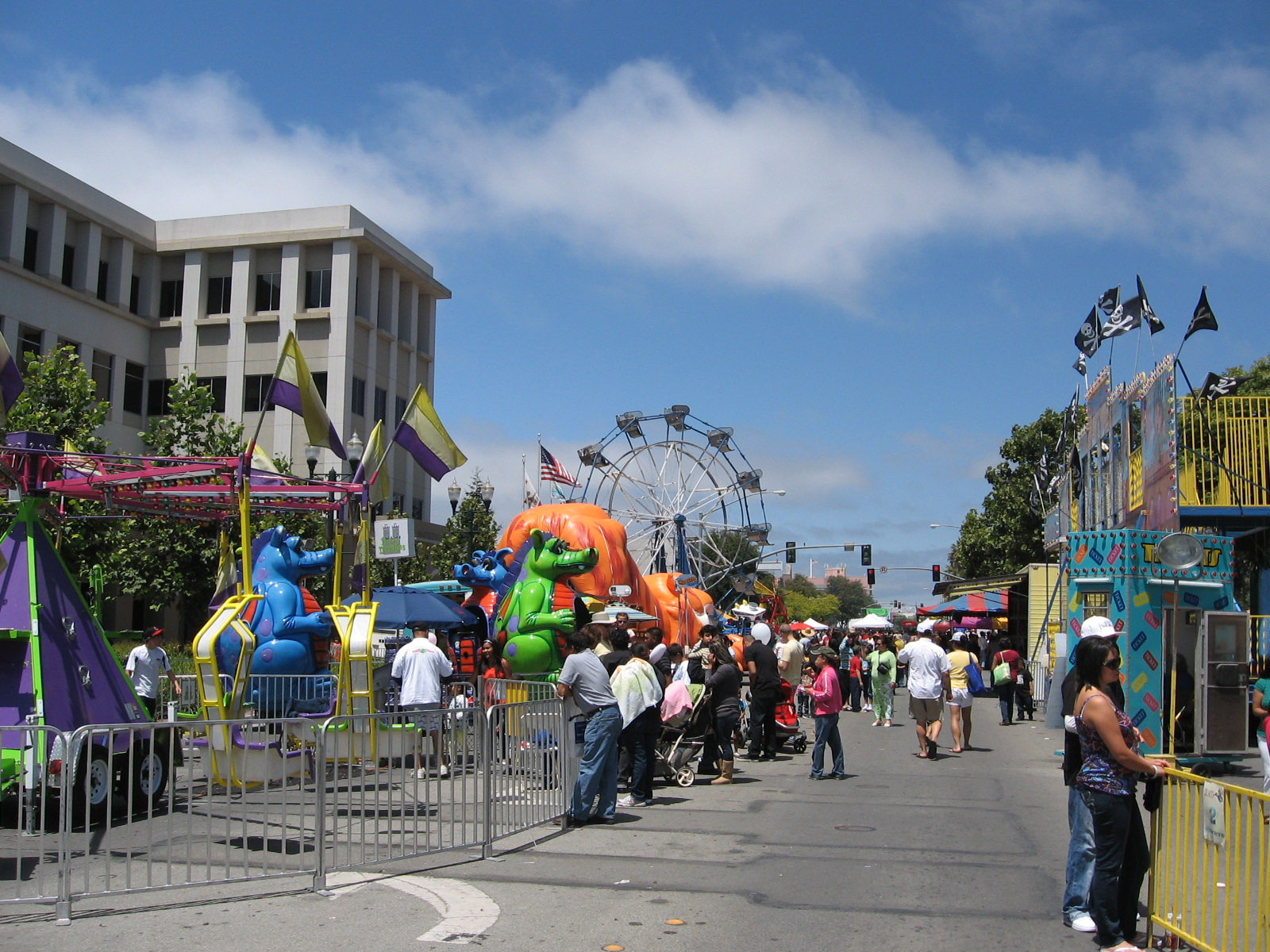
ワトソンビル・イチゴ祭り、2010年
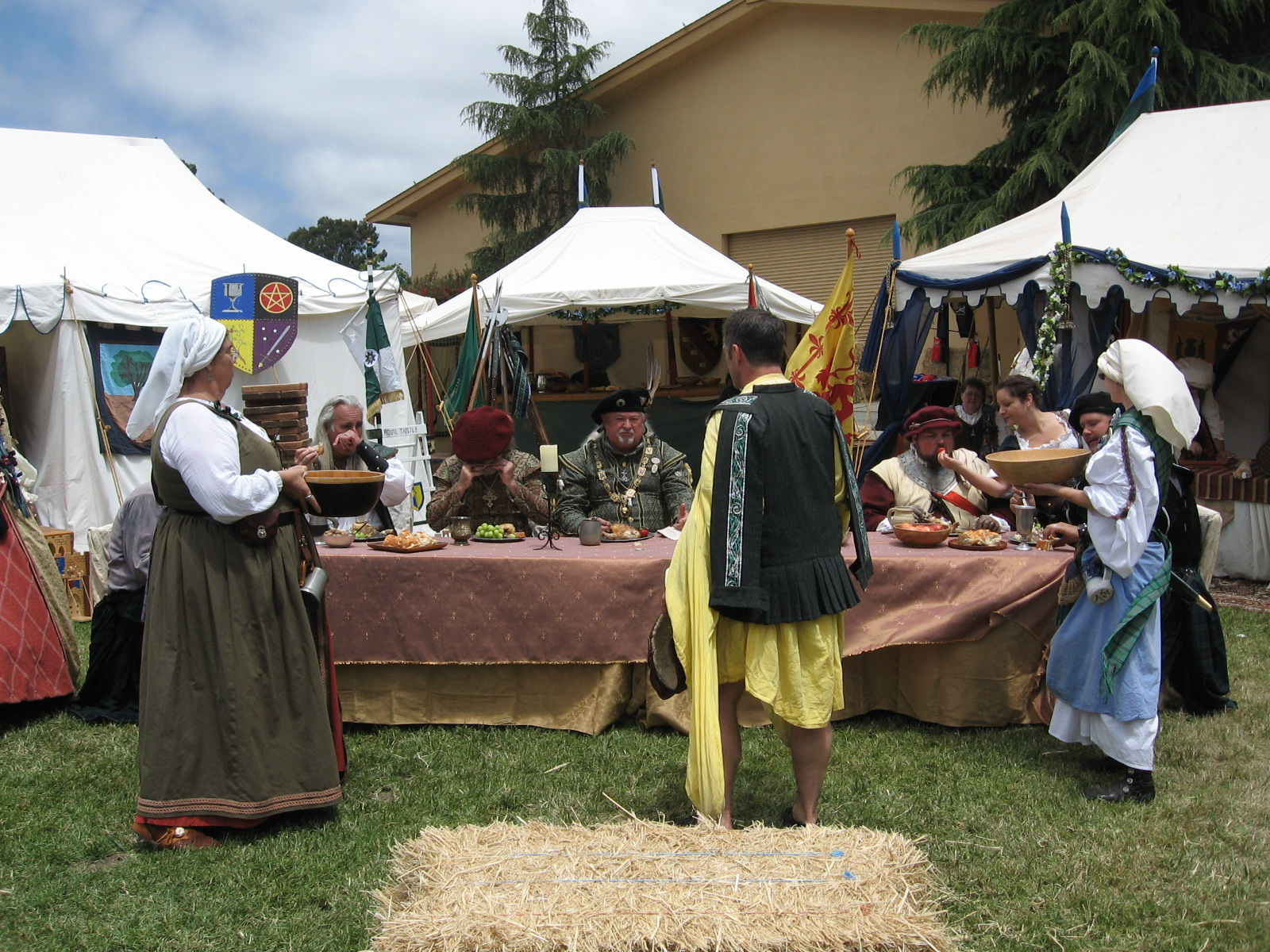
スコットランド・ルネッサンス祭り、2010年
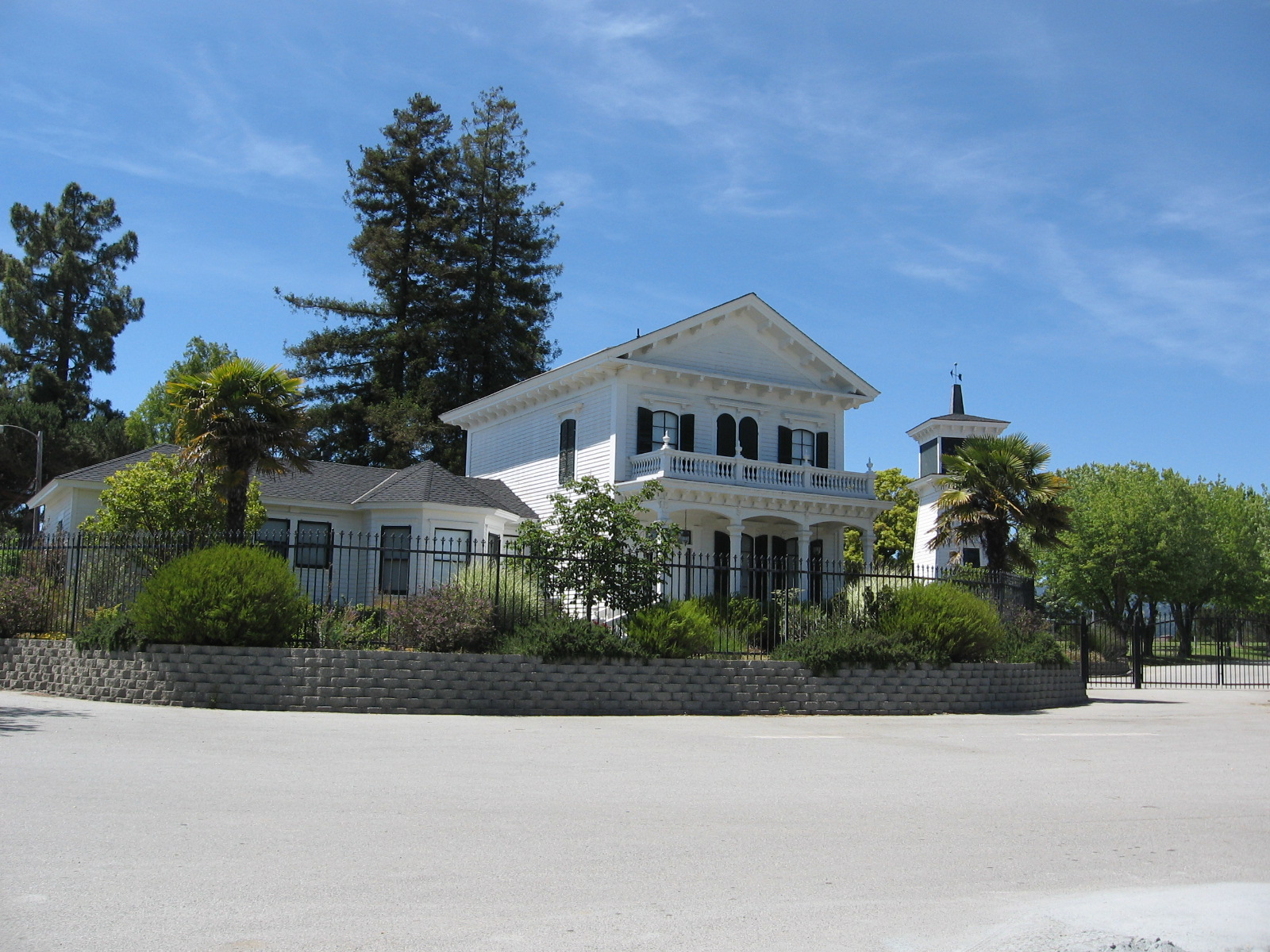
ロジャーズ邸宅、サンタクルーズ郡フェアグラウンド入り口にある
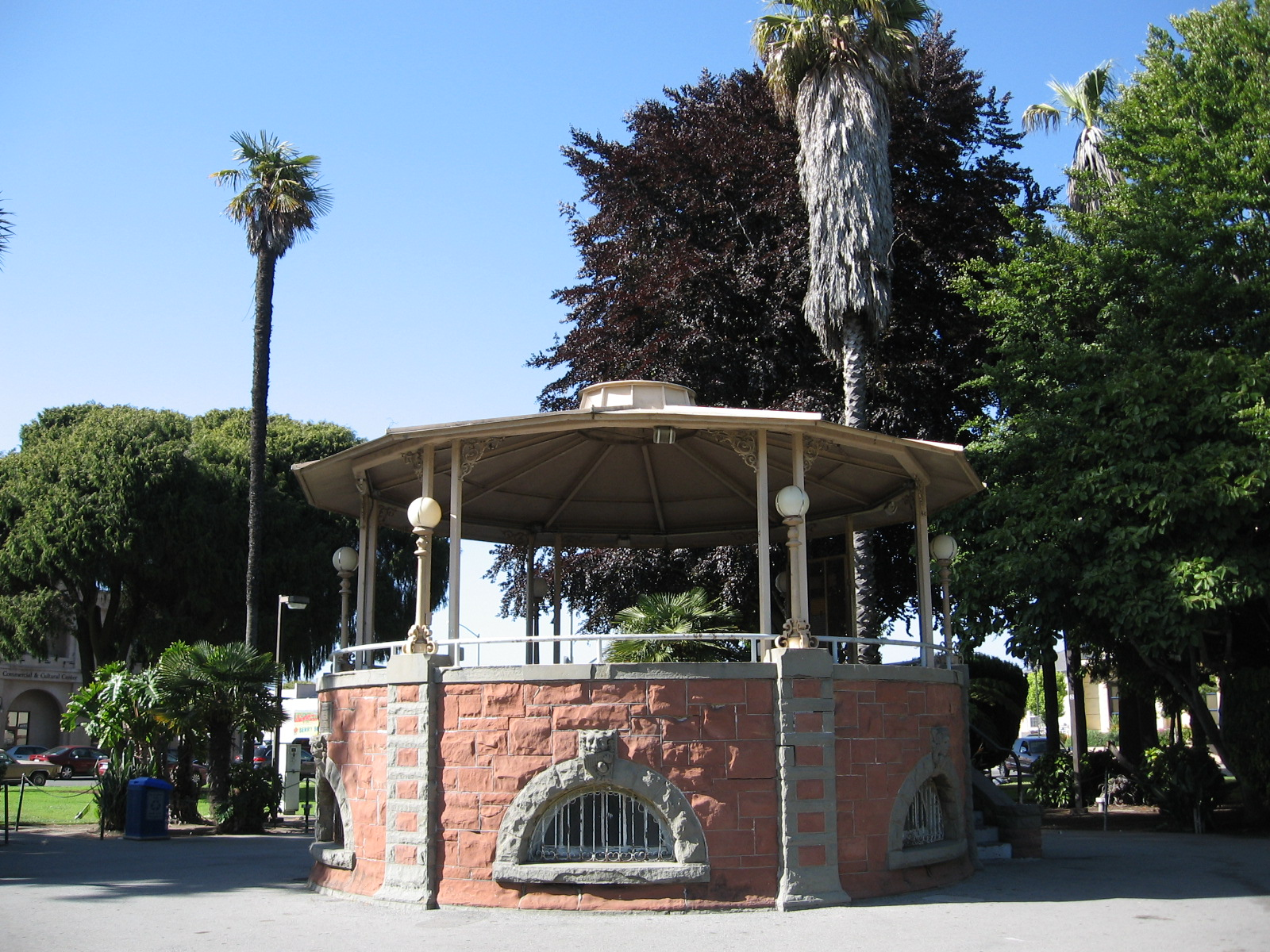
ワトソンビル・プラザ公園のあずまや